# Grayson Hall
Grayson Hall (de son vrai nom Shirley Grossman) est une actrice américaine, née le 18 septembre 1922 à Philadelphie (Pennsylvanie) et morte le 7 août 1985 à New York.

## Filmographie partielle
- 1961 : Run Across the River d'Everett Chambers
- 1962 : Satan in High Heels de Jerald Intrator : Pepe
- 1964 : The Parisienne and the Prudes de Robert J. Gurney Jr : Decorator
- 1964 : La Nuit de l'iguane (The Night of the Iguana) de John Huston : Judith Fellowes
- 1965 : L'Espion aux pattes de velours (That Darn Cat!) de Robert Stevenson : Margaret Miller
- 1966 : Qui êtes-vous, Polly Maggoo? de William Klein : Miss Maxwell
- 1967 – 1971 : Dark Shadows, série télévisée : Dr. Julia Hoffman
- 1970 : End of the Road d'Aram Avakian : Peggy Rankin
- 1970 : La Fiancée du vampire (House of Dark Shadows) de Dan Curtis : Dr. Julia Hoffman
- 1970 : Adam at 6AM de Robert Scheerer : Inez Treadly
- 1971 : Night of Dark Shadows de Dan Curtis : Carlotta Drake
- 1974 : The Great Ice Rip-Off de Dan Curtis : Ellen Calso
- 1975 : Pick-up (voix)

## Théâtre
- 1980 : Le Suicidé de Nikolaï Erdman, mise en scène Jonas Jurasas (à Broadway).

## Récompenses et nominations
- 1965 : Nomination pour l'Oscar de la meilleure actrice dans un second rôle, rôle de Judith Fellowes dans La Nuit de l'iguane (The Night of the iguana).
- 1965 : Nomination pour le Golden Globe de la meilleure actrice dans un second rôle, rôle de Judith Fellowes dans La Nuit de l'iguane (The Night of the iguana).